# Johann Friedrich Hartknoch

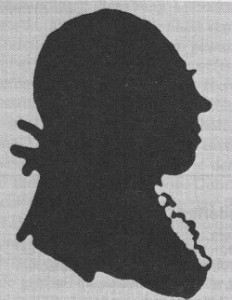
Johann Friedrich Hartknoch (Scherenschnitt)

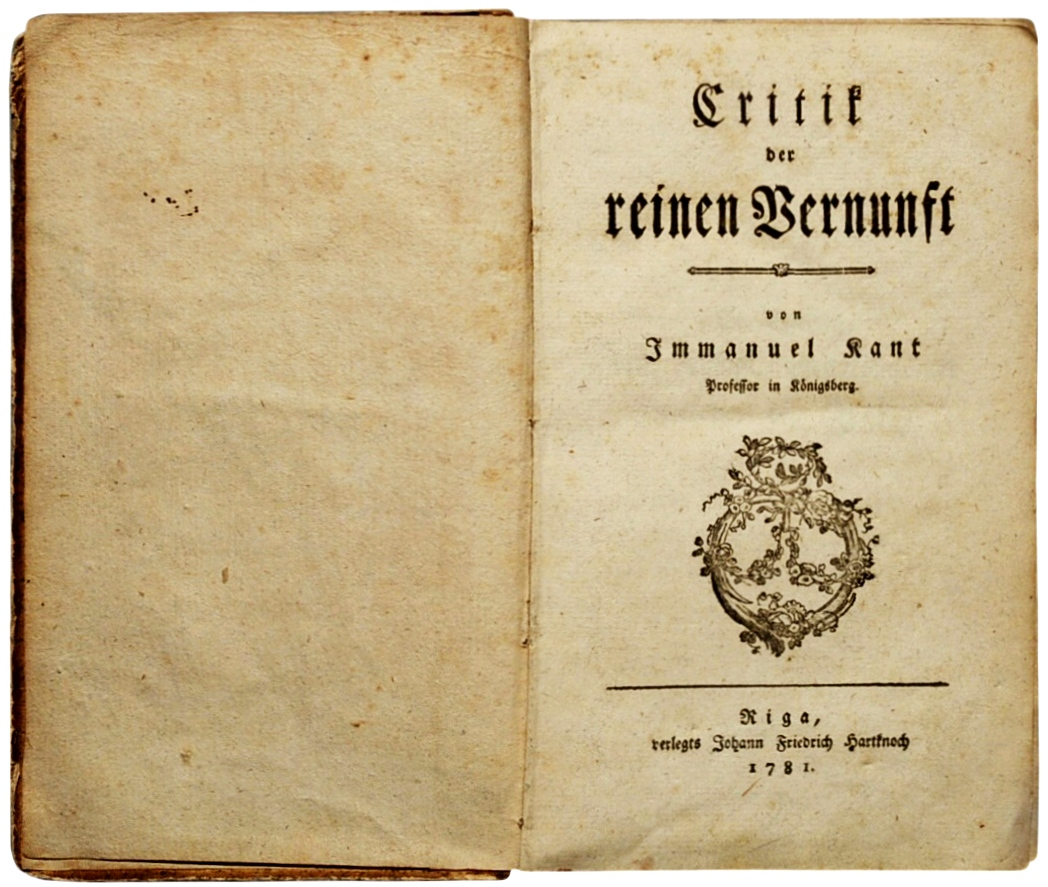
Immanuel Kant: Kritik der reinen Vernunft. Riga: J. F. Hartknoch, 1781

Johann Friedrich Hartknoch (* 28. September 1740 in Goldap, Ostpreußen; † 1. April 1789 in Riga) – der Ältere zur Unterscheidung vom gleichnamigen Sohn – war ein deutscher Verleger und Musikalienhändler in der Zeit der Aufklärung.

## Leben und Wirken
Johann Friedrich Hartknoch, Sohn eines Organisten und Stadtmusikers, studierte an der Universität Königsberg Theologie und trat 19-jährig den Freimaurern bei. An sein Studium schloss er eine Ausbildung als Verlagsbuchhändler bei Johann Jakob Kanter in Königsberg an, übernahm 1762 dessen Filiale in Mitau, machte sich jedoch 1765 in Riga selbständig und baute einen der angesehensten Verlage der damaligen Zeit in Deutschland auf. Nicht zuletzt halfen ihm seine persönlichen Kontakte zu Persönlichkeiten wie Johann Gottfried Herder, mit dem er seit Studienzeiten eng befreundet war, Johann Georg Hamann oder Immanuel Kant. Kants Schriften erschienen seit 1763 fast ausnahmslos bei Hartknoch, ebenso Schriften von Hamann. Der inzwischen erfolgreiche Geschäftsmann Hartknoch vermittelte Herder eine Lebensstelle an der Domschule in Riga und finanzierte später Reisen des Freundes. Hartknoch verstand sich als Motivator seiner Autoren und beherrschte hervorragend die Geschicke des Vertriebes. Er war Mitglied der Rigaer Freimaurerloge Zum Schwert.
Bei Hartknoch erschienen des Weiteren Werke von Adolph Freiherr Knigge, Ernst Moritz Arndt, Anton Friedrich Büsching, Theodor Körner, Friedrich Laun, Arthur Schopenhauer, Christoph August Tiedge, Friedrich Maximilian Klinger, Johann Gottfried Seume und von vielen anderen, aber auch deutsche Übersetzungen fremdsprachiger Werke, etwa Jean-Jacques Rousseaus und Louis-Philippe de Ségurs.
Nach 1767 erschienen bei Hartknoch, wohl seiner Herkunft aus einer Musikerfamilie geschuldet, auch eine Reihe von Musikdrucken, die ihn zum wichtigsten Musikverleger des Baltikums machten.
Hartknoch ließ im Typendruck hoher Qualität in Leipzig beim Geschäftspartner Johann Gottlob Immanuel Breitkopf herstellen. Bei Hartknoch wurden die bedeutendsten Komponisten des Baltikums publiziert, wie Johann Gottfried Müthel, Johann Gottfried Wilhelm Palschau, Johann Anton Preis, Christian Wilhelm Podbielski, Karl Gottlieb Richter, Franz Adam Feichtner, aber auch Johann Friedrich Reichardt und Johann Christoph Friedrich Bach, mit dem er wahrscheinlich 1775 zusammengetroffen war.
Hartknoch betätigte sich zudem als Musikalienhändler. Zwei Verkaufskataloge aus dem Nachlass Georg Poelchaus befinden sich in der Staatsbibliothek zu Berlin.

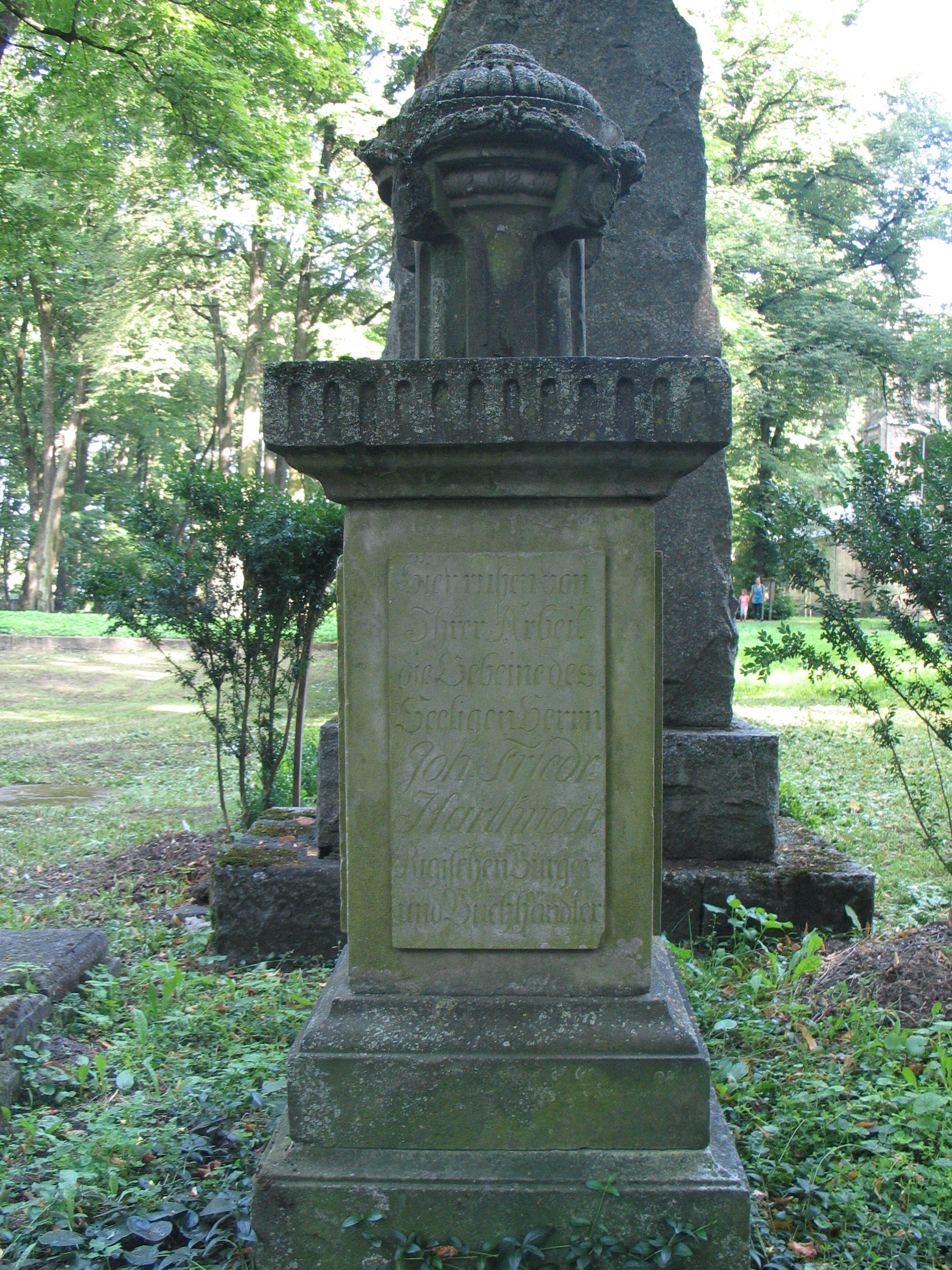
Johann Friedrich Hartknochs Grabmal in Riga

Hartknoch hatte noch nicht das 49. Lebensjahr erreicht, als er starb. Der Verlag wurde vom Sohn Johann Friedrich Hartknoch (dem Jüngeren; * 27. Juli 1769 in Riga; † 1819 in Pillnitz bei Dresden) weitergeführt. Wegen Differenzen mit der russischen Regierung siedelte der Verlag 1803 nach Leipzig über.

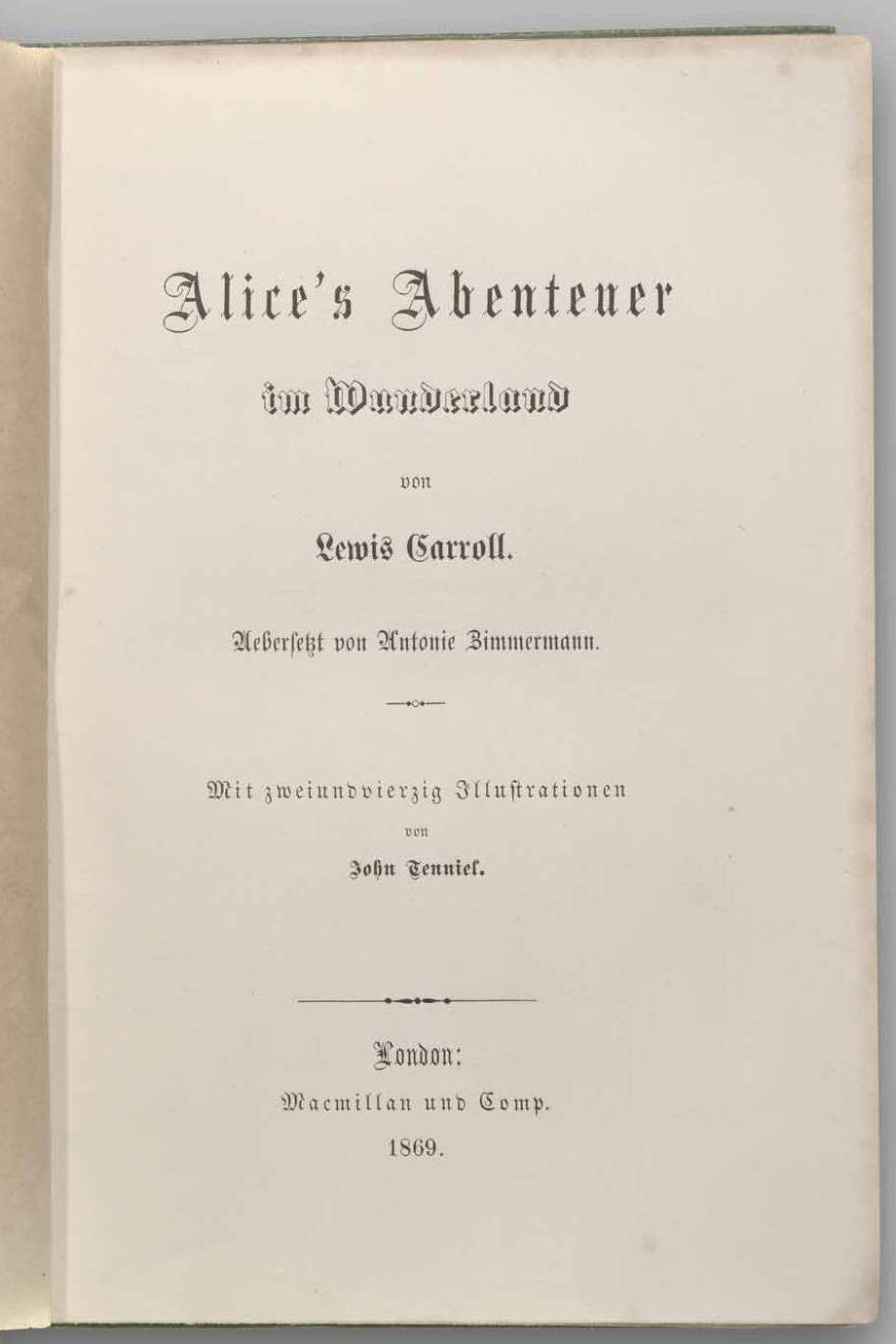
Alice’s Abenteuer im Wunderland, in Deutsch bei J. F. Hartknoch verlegt

Im Jahre 1868 erwarb William French den Verlag Johann Friedrich Hartknoch. 1869 ist Lewis Carrolls Alice im Wunderland in der deutschen Übersetzung Alice’s Abenteuer im Wunderland von Antonie Zimmermann bei Hartknoch verlegt worden. 1879 ging der Hauptteil des Verlages an Ed. Wartigs Verlag (Ernst Hoppe) in Leipzig (gegr. 1865) über. Einzelne Werke kamen an Otto Janke in Berlin, H. A. Pierer in Altenburg, Veit & Co. in Leipzig, Stuhrsche Buchhandlung in Berlin und D. Soltau in Norden.